# Flamsk (sprog)
 Der er for få eller ingen kildehenvisninger i denne artikel, hvilket er et problem. Du kan hjælpe ved at angive troværdige kilder til de påstande, som fremføres i artiklen.

Flamsk (nederlandsk: Vlaams) er den sydlige dialekt af nederlandsk. Det tales i Flandern, som er den nordlige del af Belgien med Bryssel, samt i Fransk Flandern.
Ordet flamsk bruges i to betydninger:
- Det nederlandske talesprog i Belgien. Det officielle sprog hedder nederlandsk. Den belgiske variant af nederlandsk kaldes også sydnederlandsk (Zuid-Nederlands), når man vil betegne forskellen fra sproget i Nederlandene.
- De egentlige flamske dialekter, der tales i provinserne Vest- og Østflandern, men ikke i Antwerpen, Flamsk Brabant og Limburg.

## Sydnederlandsk
Forskellene på nederlandsk i Belgien og Nederlandene kan sammenlignes med forskellen på britisk engelsk og amerikansk, eller tysk i Tyskland og tysk i Østrig. Skriftsprog og standardtalesprog er det samme, men med tydelige forskelle i udtalen.
For de fleste lyder sproget "hårdt" i Nederlandene (især Amsterdam), men "blødt" i Belgien og den sydlige del af Nederlandene især i Limburg)).
- Det nederlandske g udtales hårdt som [χ] (en ach-lyd), mens det i Belgien og i den sydligste del af Nederlandene udtales blødt som [ɣ] (som g i ældre dansk udtale af kage, eller næsten som [ç], den tyske ich-lyd).
- V-lyden udtales helt eller delvis ustemt som [f] i Nederlandene, men stemt som [v] i Belgien.
- Lange vokaler udtales i Nederlandene ofte som diftonger (især i Amsterdam), men renere i syd.

Der er nogle få forskelle i ordforrådet. Fx bruger man i Belgien, typisk gij (du/De) i stedet for det nedelandske jij (du) og u (De).
Flamske navne kan kendes på, at van og de skrives med stort, ofte sammenskrevet med efternavnet. Ofte bruges e som længdetegn ved vokaler, et træk fra ældre nederlandsk retskrivning. Franskinspireret stavemåde kan indgå, f.eks. broucke for broek (mose). Franske fornavne er mere udbredte i Flandern end i Nederlandene.
Typiske navneformer er:
Nederlandene:
van de(n) Broek
van de(n) Berg
Rademaker(s)
de Haan
de Grote
Belgien:
Vandenbroecke, Vandenbroucke
Vandenberg(h), Vandenberg(h)e
Raedemaecker, Rademaekers
Dehaene, Dehane
De Groote, Degroote
Fra midten af 1800-tallet til ca. 1940 ville visse i Flandern udvikle flamsk som et selvstændigt sprog med egen retskrivning, der skulle have træk fra flamske dialekter og ældre staveformer. Andre har været kraftigt mod denne opdeling, da de har set det som et forsøg på at splitte det nederlandske sprogområde, nedgradere flamsk til et dialektsprog og indføre fransk som kultursprog. Før og efter har der været konsensus om, at sprogets navn er nederlandsk. Historisk er der ingen tvivl om, at der er tale om ét og samme sprog.
I udlandet er det stadig en hyppig antagelse, at flamsk og nederlandsk er separate sprog, ligesom man kan møde opfattelsen hos fransktalende i Belgien. Fransktalende i Belgien omtaler ofte sproget som flamsk (Flamand).

## Sydnederlandske dialekter
De egentlige dialekter er mest levende i Vestflandern, hvor op mod 90 % af indbyggerne taler vestflamsk. Dialektbrugen er mindre, jo længere østpå man kommr.
Mange taler i dag ikke dialekt, men sydnederlandsk standardsprog, eller skifter mellem dem. Standardsproget høres primært på radio og tv.

### Vest- og østflamsk
Disse dialekter tales i det historiske Flandern, som kun omfatter den vestlige del af Belgien samt lidt af nabolandene:
- Vestflamsk i provinsen Vestflandern og i Fransk Flandern (hvor det også kaldes Vlaemsch med en gammel stavemåde). Der findes megen litteratur på vestflamsk dialekt, bl.a. en version af Wikipedia på vestflamsk.
- Østflamsk i provinsen Østflandern og i Zeeuws-Vlaanderen (del af den nederlandske provins Zeeland syd for Schelde)

### Andre sydnederlandske dialekter
I dag er Flandern navn på den nordlige region ("delstat") i Belgien, som også omfatter provinserne Antwerpen, Flamsk Brabant og Limburg.
Der tales dialekterne brabantsk i provinserne Brabant og Antwerpen samt i den nederlandske provins Nordbrabant.
Den belgiske hovedstad Bryssel er en region for sig, men er samtidig hovedstad for delstaten Flandern. Bryssel var oprindelig nederlandsktalende, men i dag tosproget og overvejende fransktalende. Under 10 % har nederlandsk modersmål, eller 16 %, hvis man medregner familier, der bruger både nederlandsk og fransk derhjemme. Flandern står for at drive de nederlandsksprogede skoler og kulturinstitutioner i Bryssel. Bryssel er således delvis en del af Flandern – i hvert fald for de nederlandsktalende - men ikke en del af Vallonien.
Den oprindelige dialekt i Bryssel er også brabantsk, men med mange franske låneord. Her udtales f.eks. straat (gade) som [stro:t] eller [stru:t]. Kun de færreste nederlandsktalende i Bryssel kan i dag tale den brysselske dialekt.
Limburgsk tales i den belgiske provins Limburg. Det tales også i den nederlandske provins Limburg, hvor det er anerkendt regionalsprog siden 1997.
Dialektgrænserne følger således ikke statsgrænsen. Forskellene på de flamske dialekter og sproget i Nederlandene er mindre end mellem vestjysk og københavnsk.